# Ben Goodger
Ben Goodger (narozen v Londýně) je hlavním vývojářem webového prohlížeče Mozilla Firefox. Působil ve společnosti Netscape Communications Corporation, následně v Mozilla Foundation a nyní je zaměstnanec společnosti Google.